# قاعدة الجهاد في شبه القارة الهندية
قاعدة الجهاد في شبه القارة الهندية هو تنظيم مسلح سلفي جهادي أعلن عن قيامه في 3 سبتمبر 2014 من قبل زعيم تنظيم القاعدة أيمن الظواهري وتزعمه الملا عاصم عمر حتى مقتله في 23 سبتمبر 2019. يهدف التنظيم أساساً لإقامة الخلافة الإسلامية في دول شبه القارة الهندية وهم الهند وباكستان وبنغلاديش وبوتان ونيبال وسريلانكا وجزر المالديف وبورما. هو فرع مباشر لتنظيم القاعدة.

## مقالات ذات صلة
- القاعدة
- طالبان